# Caranavi
Caranavi ist eine Kleinstadt im Departamento La Paz im südamerikanischen Anden-Staat Bolivien.

## Lage im Nahraum
Caranavi ist der zentrale Ort des Kanton Caranavi im Municipio Caranavi und Sitz der Verwaltung der gleichnamigen Provinz Caranavi. Die Stadt liegt in den bolivianischen Yungas auf einer Höhe von 613 m an der Mündung des Río Yara in den Río Coroico, am Ostabhang der Cordillera Real, die westlich von Caranavi in mehreren Gipfeln auf über 6000 m ansteigt.

## Geographie
Caranavi liegt im Übergangsbereich zwischen dem andinen Altiplano und dem bolivianischen Tiefland. Das Klima ist ein typisches Tageszeitenklima, bei dem die mittleren Temperaturschwankungen im Tagesverlauf deutlicher ausfallen als im Jahresverlauf.
Die Jahresdurchschnittstemperatur liegt bei 25,5 °C und schwankt im Jahresverlauf nur unwesentlich zwischen 23 °C im Juni/Juli und 27 °C im November/Dezember (siehe Klimadiagramm Caranavi). Der Jahresniederschlag erreicht eine Höhe von fast 1500 mm, und bis auf eine kurze Trockenzeit im Juni/Juli ist das Klima ganzjährig feucht mit Monatsniederschlägen von über 200 mm von Dezember bis Februar.

## Verkehrsnetz
Caranavi liegt 163 Straßenkilometer entfernt von La Paz, der Hauptstadt des gleichnamigen Departamentos.
Von La Paz aus führt die asphaltierte Nationalstraße Ruta 3 in nordöstlicher Richtung 52 Kilometer bis Cotapata, von dort als Schotterpiste über 108 Kilometer bis Caranavi und weitere 442 Kilometer bis nach Trinidad am Río Mamoré.
In Caranavi zweigt von der Ruta 3 nach Nordwesten hin die 332 Kilometer lange Ruta 26 ab, die über Guanay und Mapiri nach Apolo führt und dort auf die Ruta 16 trifft, die entlang der peruanischen Grenze nach Süden verläuft.

## Bevölkerung
Die Einwohnerzahl der Stadt hat sich in den vergangenen Jahrzehnten auf ein Mehrfaches erhöht:
| Jahr | Einwohner | Quelle       |
| ---- | --------- | ------------ |
| 1976 | 3 633     | Volkszählung |
| 1992 | 7 533     | Volkszählung |
| 2001 | 12 083    | Volkszählung |
| 2012 | 13 569    | Volkszählung |
| 2024 |           | Volkszählung |

Die Region weist einen hohen Anteil an Aymara-Bevölkerung auf, im Municipio Caranavi sprechen 57,8 Prozent der Bevölkerung Aymara.